# Jatropha somalensis
Jatropha somalensis är en törelväxtart som beskrevs av Ferdinand Albin Pax. Jatropha somalensis ingår i släktet Jatropha och familjen törelväxter.
Artens utbredningsområde är Somalia. Inga underarter finns listade i Catalogue of Life.